# Ralf Dittrich

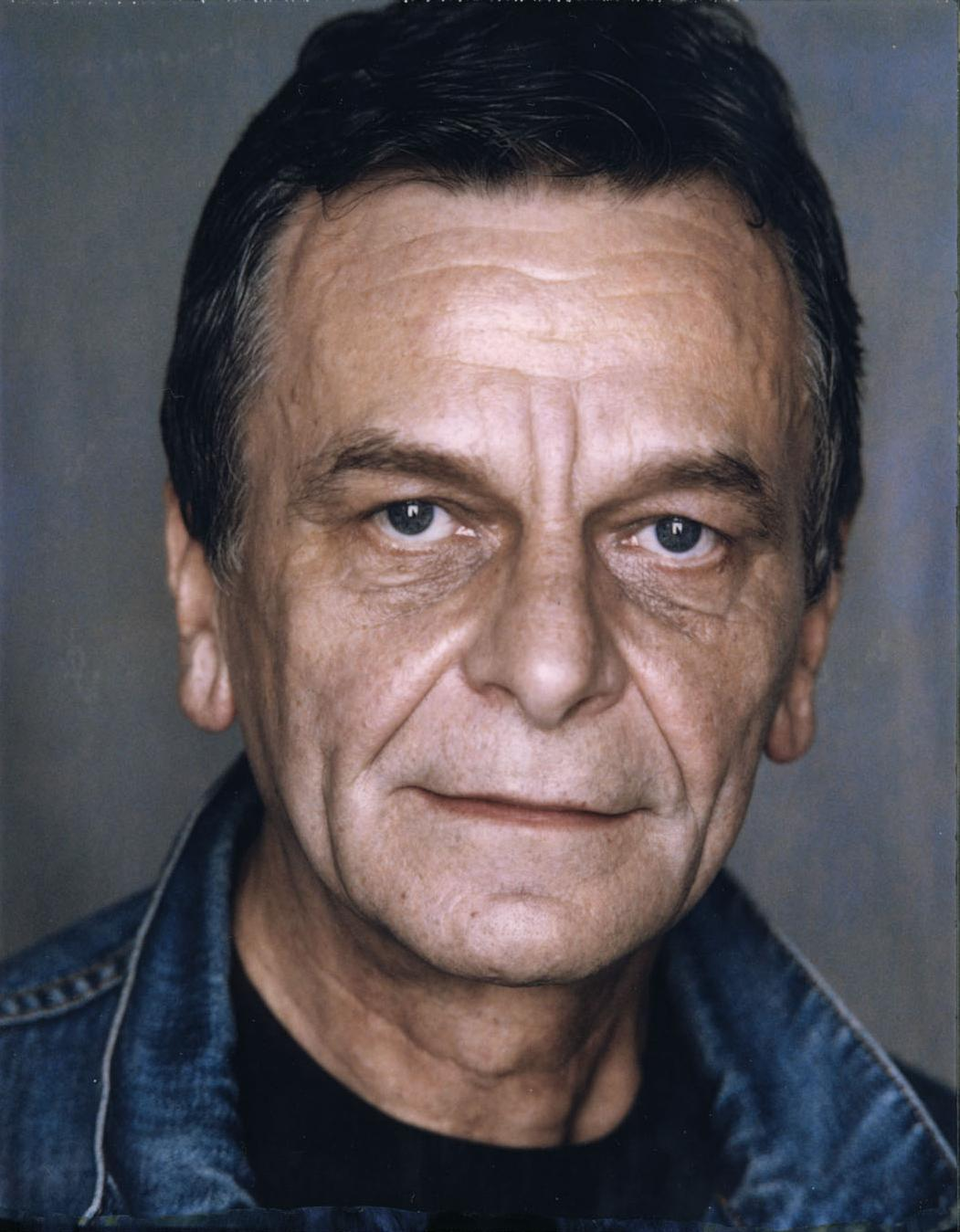
Ralf Dittrich

Ralf Dittrich (* 1949 in Berlin) ist ein deutscher Schauspieler.

## Leben
Von 1972 bis 1976 studierte Ralf Dittrich an der Hochschule für Schauspielkunst „Ernst Busch“ Berlin. Nach Absolvierung der Armeezeit arbeitet Dittrich seit 1977 auf deutschsprachigen Theaterbühnen, darunter Berliner Ensemble, Deutsches Theater Berlin, Volksbühne Berlin, Kleist-Theater Frankfurt, Schillertheater Berlin, Deutsches Nationaltheater Weimar, Residenztheater München, Wiener Burgtheater, Schauspielhaus Bochum, Schauspielhaus Graz, Schauspielhaus Zürich und das Nationaltheater Mannheim.
Er arbeitete unter anderem mit George Tabori, Thomas Langhoff, Dimiter Gotscheff, Karin Henkel, Frank Castorf und Andreas Kriegenburg zusammen. 
Besonders häufig arbeitete Ralf Dittrich mit Leander Haußmann. Von Haußmanns erster Inszenierung Hedda Gabler (1989, Landestheater Parchim), Kabale und Liebe (1990 Kleist-Theater Frankfurt (Oder)), Ein Sommernachtstraum (1992 am Nationaltheater Weimar), über Haußmanns Romeo und Julia -Inszenierung (1993 am Residenztheater in München – in der hinzuerfundenen, durch das ganze Stück leitenden Rolle des Naso nach Ovid), Antigone (1993 Salzburger Festspiele), Don Carlos (1993 Schillertheater Berlin), Drei Schwestern (1994 Burgtheater Wien), – weitere Inszenierungen ab 1995 am Schauspielhaus Bochum unter Haußmanns Intendanz, (wo auch die Figur des Naso  in Viel Lärm um nichts nochmals aufgenommen wurde), sowie in Elektra von Hugo von Hofmannsthal (2003 am Berliner Ensemble), bis zuletzt in Rosmersholm (2011 an der Volksbühne Berlin).
Seit 2002 ist Ralf Dittrich auch wieder vor der Kamera aktiv. Er spielt in Kurzfilmen wie Nobody Keers, Geschäft mit Träumen und Fremder Bruder, in Serien wie: SOKO Köln, SOKO Wismar, SOKO Leipzig  und Alarm für Cobra 11, in Fernsehfilmen wie: Die Nachrichten, Frau Böhm sagt Nein, Mogadischu, Die Grenze  und Die Spiegel-Affäre (letztere drei von Roland Suso Richter), aber auch in Kinofilmen wie NVA, Phantomschmerz, Parkour und Frantz von François Ozon.

## Theater-Engagements
- 1975: Deutsches Theater Berlin und Volksbühne Berlin
- 1977–1989: Bühnen der Stadt Gera
- 1989: Berliner Ensemble
- 1990: Kleist-Theater Frankfurt (Oder)
- 1990: Volksbühne Berlin
- 1992: Deutsches Nationaltheater Weimar
- 1993: Residenztheater München
- 1993: Salzburger Festspiele
- 1993: Schillertheater Berlin
- 1994: Residenztheater München
- 1994: Wiener Burgtheater
- 1995–2002: Schauspielhaus Bochum
- 2002: Schauspielhaus Graz
- 2003: Berliner Ensemble
- 2003: Schauspielhaus Graz
- 2004: Schauspielhaus Zürich
- 2005: Schauspielhaus Bochum
- 2006/2007: Nationaltheater Mannheim
- 2007: Flottmann-Hallen Herne
- 2008–2015: Nationaltheater Mannheim
- 2008: Deutsches Theater Berlin
- 2011: Volksbühne Berlin

## Filmografie
- 2002: No body Kers (Kurzfilm)
- 2003/4: Ü80 (Socialspot)
- 2004: Experiment Bootcamp (Fernsehfilm)
- 2004: Ein starkes Team – Sicherheitsstufe 1 (Krimiserie)
- 2004: SOKO Wismar:  Das Liebste  (Staffel 2 11/5)
- 2005: Bettgeflüster & Babyglück (Filmkomödie)
- 2005: NVA
- 2005: Keine Lieder über Liebe
- 2005: Die Nachrichten (Fernsehfilm)
- 2005: Im Schwitzkasten
- 2005: Fremder Bruder (Kurzfilm IfS Köln)
- 2005: Geschäft mit Träumen (Kurzfilm IfS Köln)
- 2006: Geile Zeiten
- 2006: Alarm für Cobra 11: Volles Risiko
- 2006: Die Mauer – Berlin ’61 (Fernsehfilm)
- 2007: Showtime (Kurzfilm DFFB Berlin)
- 2007: SOKO Köln:  Dicker als Wasser
- 2007: Die Flucht (Fernsehfilm)
- 2007: Schimanski: Tod in der Siedlung
- 2007: Auf Nummer sicher? (Fernsehfilm)
- 2008: Unschuldig?! (Fernsehserie): Das Erbe unserer Väter
- 2008: Die Frau aus dem Meer (Fernsehfilm)
- 2008: Mogadischu
- 2008: Willkommen zu Hause (Fernsehfilm)
- 2008: Im nächsten Leben (Film)
- 2009: Tod in der Eifel (Fernsehfilm)
- 2009: Phantomschmerz
- 2009: Frau Böhm sagt Nein (Fernsehfilm)
- 2009: Parkour
- 2010: Die Grenze (2-teiliger Fernsehfilm)
- 2010: Lasko – Die Faust Gottes (Fernsehserie)
- 2012: Zwei Leben
- 2013: Zeugin der Toten (Spielfilm)
- 2013: Zeit der Helden (5-Tage Echtzeitserie)
- 2013: SOKO Wismar: Abpfiff (Staffel 10 184/24)
- 2014: Kommissarin Heller – Tod am Weiher (Fernsehserie)
- 2014: Die Spiegel-Affäre (Fernsehfilm)
- 2016: Frantz
- 2016: SOKO Leipzig:  Gestohlenes Leben
- 2017: Landgericht – Geschichte einer Familie  (2-teiliger Fernsehfilm)
- 2017: Tatort – Der wüste Gobi
- 2017: WaPo Bodensee: Genug ist genug (Fernsehserie)
- 2018: Gladbeck (2-teiliger Fernsehfilm)
- 2019: Big Manni
- 2020: Das Geheimnis der Freiheit
- seit 2021: Wir Kinder vom Bahnhof Zoo (Fernsehserie)
- 2021: Der Kroatien-Krimi
- 2022: Stasikomödie

## Hörspiele
- 2005: Karlheinz Koinegg: Ritter Artus und die Ritter der Tafelrunde (Sir Pellinore) – Regie: Angeli Backhausen (Kinderhörspiel (6 Teile) – WDR)